# Kwajon
Kwajon is een bestuurslaag in het regentschap Ponorogo van de provincie Oost-Java, Indonesië. Kwajon telt 682 inwoners (volkstelling 2010).